# Duosperma dichotomum
Duosperma dichotomum är en akantusväxtart som beskrevs av Vollesen. Duosperma dichotomum ingår i släktet Duosperma och familjen akantusväxter. Inga underarter finns listade i Catalogue of Life.